# Kató Lomb
Kató Lomb (węg. Lomb Kató; ur. 8 lutego 1909 w Peczu, zm. 9 czerwca 2003 w Budapeszcie) – węgierska poliglotka, tłumacz pisemny i ustny, jedna z pierwszych osób na świecie dokonujących tłumaczeń symultanicznych.

## Dzieła

### W oryginale, powęgiersku
- Így tanulok nyelveket (Egy tizenhat nyelvű tolmács feljegyzései) – „Tak uczę się języków (Notatki tłumacza szesnastu języków)”, 1970, 1972, 1990, 1995 (ISBN 963-602-617-3)
- Egy tolmács a világ körül – „Tłumacz na całym świecie”, 1979 (ISBN 963-280-779-0)
- Nyelvekről jut eszembe... – „Języki przypominają mi...”, 1983 (ISBN 963-500-230-0)
- Bábeli harmónia (Interjúk Európa híres soknyelvű embereivel) – „Harmonia Wieży Babel (wywiady ze sławnymi osobami wielojęzycznymi w Europie)”, 1988 (ISBN 963-282-023-1)

### Znane tłumaczenia
- Polyglot: How I Learn Languages, 2008 (ISBN 978-1-60643-706-3). The full book is available online for download (PDF) at tesl-ej.org, 2nd edition. (Drukowana wersja dostępna na Amazon.com.)
- Как я изучаю языки (Kak ya izuchayu yaziki)
- Par valodām man nāk prātā, 1990 (ISBN 5-7966-0477-5)
- 《我是怎样学外语的》(wo shi zen yang xue wai yu de), 1982
- 《我是如何学习外语的》(wo shi ru he xue xi wai yu de), 1983

Obie wersje chińskie są tłumaczeniami z języka rosyjskiego.
(Mogą istnieć także tłumaczenia w innych językach)